# Pałczak

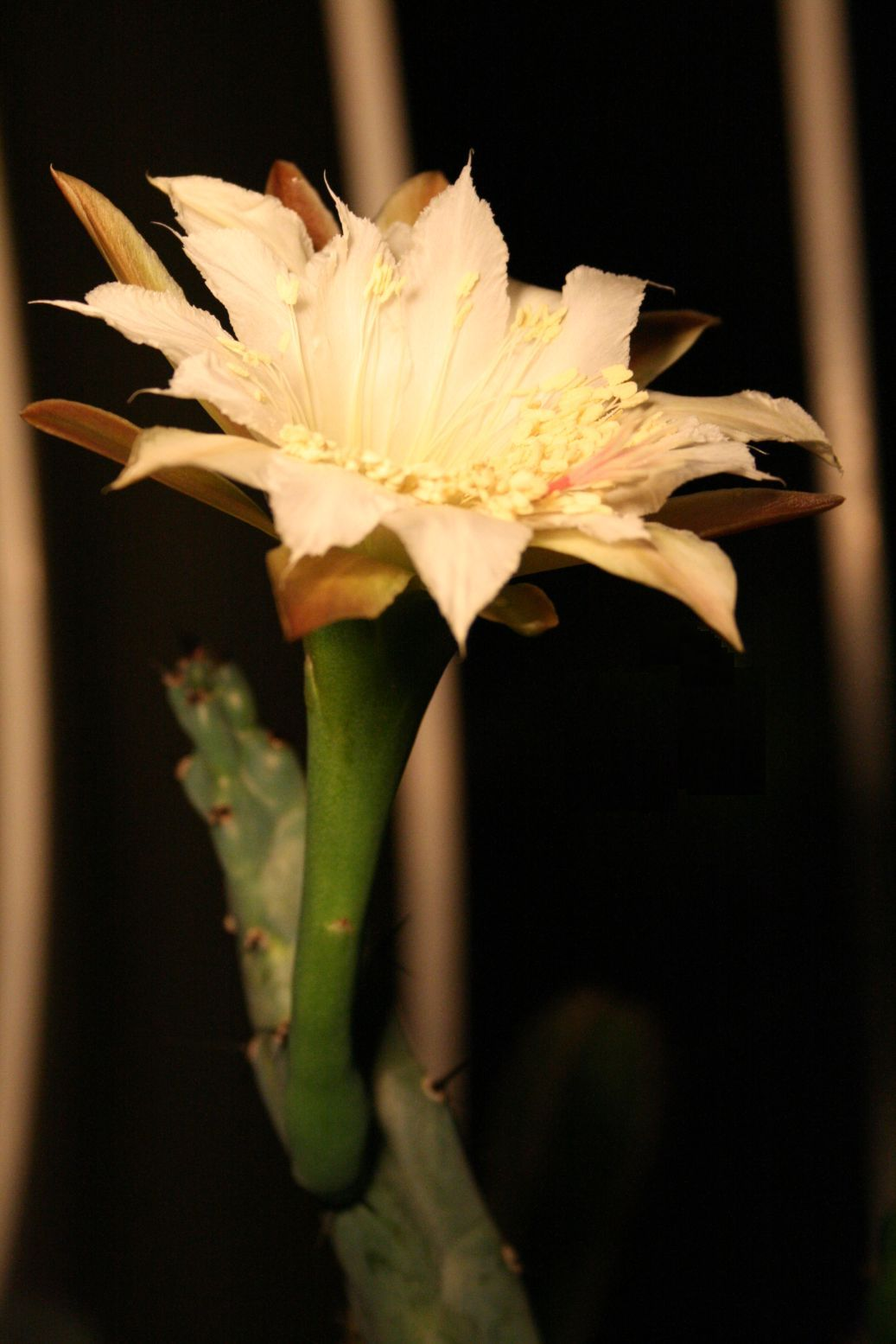
Kwiat Cereus spegazzinii

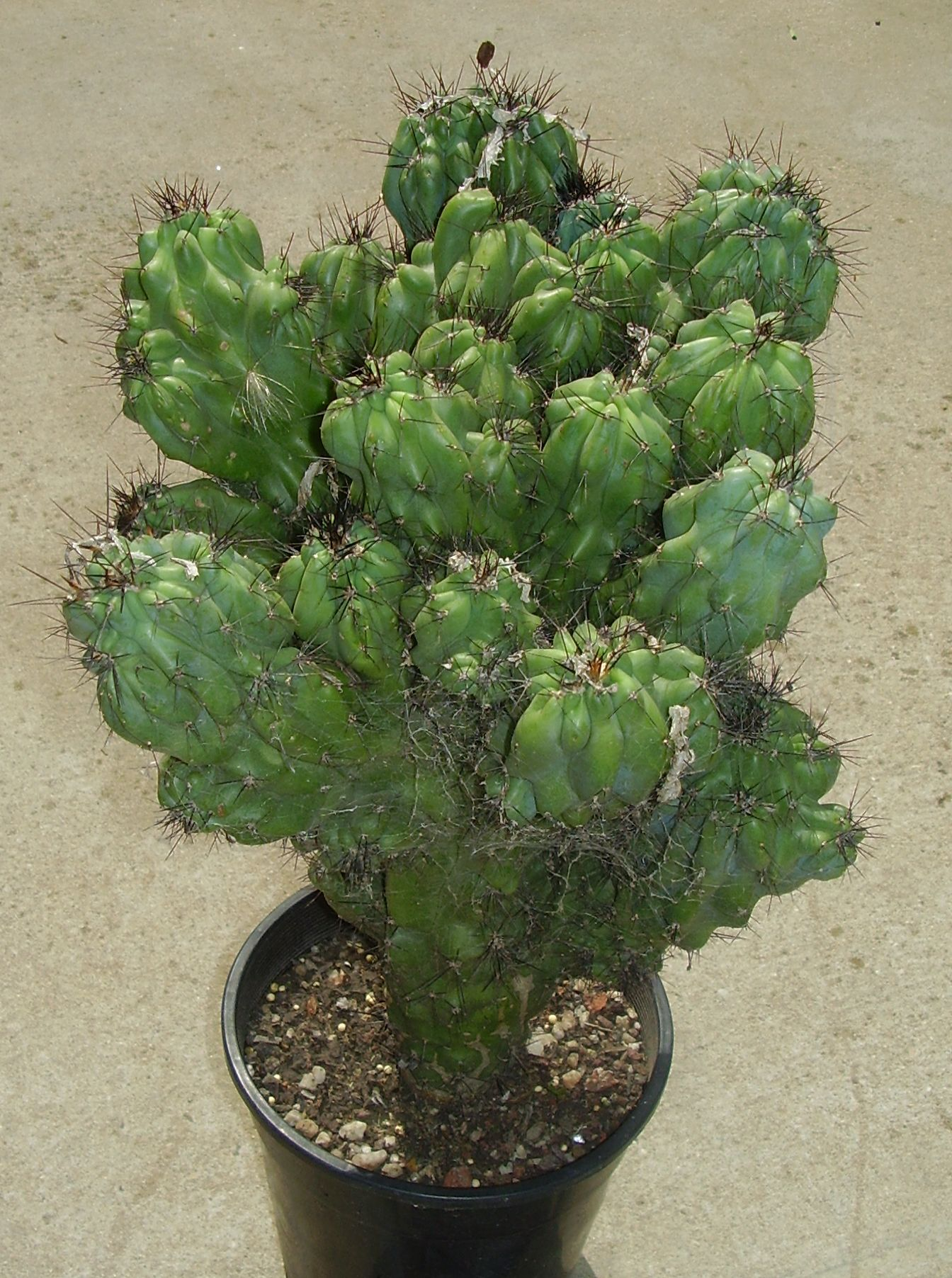
Cereus hilldmannianus

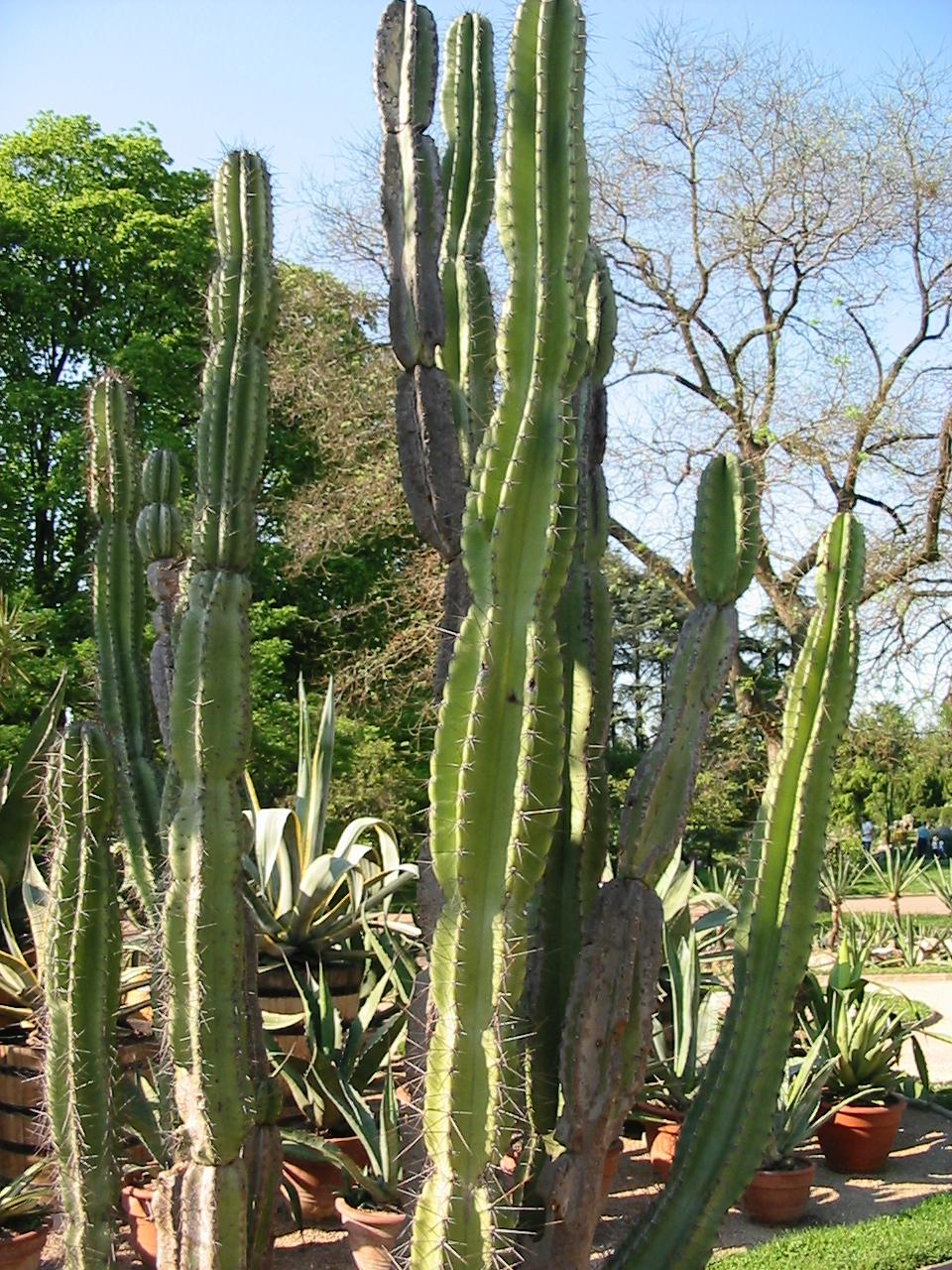
Cereus jamacaru

Pałczak, otąg (Cereus Mill.) – rodzaj obejmujący 48 gatunków sukulentów z rodziny kaktusowatych. Występują w Ameryce Południowej i Ameryce Północnej. Nazwa pochodzi o łacińskiego wyrazu cereus (świeca). W Polsce niektóre gatunki są uprawiane jako rośliny doniczkowe. Gatunkiem typowym jest C. hexagonus (L.) Mill.

## Rozmieszczenie geograficzne
Pałczak występuje na terenie obu Ameryk. Zasięg Cereus giganteus (kaktus Saguaro) obejmuje Arizonę, Kalifornię i południowo-wschodnią część pustyni Sonora w Meksyku. Przyczyną takiego rozmieszczenia rodzaju Cereus jest ich przystosowanie do kserofitycznych warunków życia. Dotyczy to przede wszystkim niewielkiej ilości opadów oraz wysokiej temperatury.

## Morfologia
PokrójRośliny z kolumnowym, w przypadku niektórych gatunków (np. Cereus peruvianus) rozgałęziającym się pędem i długimi cierniami. Największe okazy mogą osiągnąć nawet 18 metrów wysokości.
PędZwykle kolumnowa łodyga z wyraźnie widocznymi żebrami, która może się rozgałęziać. Największe rozmiary wśród kaktusowatych osiąga gatunek Cereus giganteus. Dorasta do 18 metrów wysokości, 65 cm średnicy i może żyć 200 lat.
LiściePrzekształcone w ciernie. Funkcje asymilacyjne pełni wyłącznie łodyga. Barwa, kształt, ilość oraz wielkość cierni są charakterystyczne dla różnych gatunków. Ciernie środkowe mogą osiągać nawet 10 cm długości.
KwiatyKwiaty nocne (otwarte nocą a zamknięte w dzień), o różnych kształtach i rozmiarach.

## Biologia i ekologia
Naturalnym środowiskiem cereusów są półpustynie regionów Ameryki Północnej. W fazie diploidalnej pałczaki mają 22 chromosomy w każdej komórce somatycznej. Wyjątkami są niektóre formy poliploidalne spotykane wśród tych roślin.

## Systematyka
Synonimy.
Mirabella F. Ritter, Piptanthocereus (A. Berger) Riccob., Subpilocereus Backeb.
Pozycja systematyczna według APweb (aktualizowany system APG III z 2009)
Należy do rodziny kaktusowatych (Cactaceae) Juss., która jest jednym z kladów w obrębie rzędu goździkowców (Caryophyllales) i klasy roślin okrytonasiennych. W obrębie kaktusowatych należy do plemienia Cereae, podrodziny Cactoideae.
Pozycja w systemie Reveala 1993-1999)
Gromada okrytonasienne (Magnoliophyta Cronquist), podgromada Magnoliophytina Frohne & U. Jensen ex Reveal, klasa Rosopsida Batsch, podklasa goździkowe (Caryophyllidae Takht.), nadrząd Caryophyllanae Takht., rząd goździkowce (Caryophyllales Perleb), podrząd Cactineae Bessey in C.K. Adams, rodzina kaktusowate (Cactaceae Juss.), podrodzina Cereoideae Drude in Mart., plemię Cereeae Salm-Dyck, rodzaj Cereus Mill..
Lista gatunków
| - Cereus aethiops Haw. - Cereus albicaulis (Britton & Rose) Luetzelb. - Cereus amazonicus K. Schum. - Cereus apoloensis (Cárdenas) P.J.Braun & Esteves - Cereus ballivianii (Cárdenas) P.J.Braun & Esteves - Cereus braunii Cárdenas - Cereus caesius Salm-Dyck ex Pfeiff. - Cereus childsii Blanc - Cereus cochabambensis Cárdenas - Cereus colosseus F. Ritter - Cereus comarapanus Cárdenas - Cereus diffusus (Britton & Rose) Werderm. - Cereus estevesii P.J.Braun - Cereus fernambucensis Lem. - Cereus forbesii C.F.Först. - Cereus fricii Backeb. - Cereus glaucus Salm-Dyck - Cereus grandicostatus Werderm. - Cereus haageanus (Backeb.) N.P.Taylor - Cereus hankeanus F.A.C.Weber ex K.Schum. - Cereus hertrichianus Werderm. - Cereus hexagonus (L.) Mill. - Cereus hildmannianus K.Schum. - Cereus horrispinus Backeb. | - Cereus houlletii (Lem.) A. Berger - Cereus huilunchu Cárdenas - Cereus insularis Hemsl. - Cereus jamacaru DC. - Cereus kroeneinii (R. Kiesling) P.J. Braun & Esteves - Cereus lamprospermus K.Schum. - Cereus lanosus (F.Ritter) P.J.Braun - Cereus lauterbachii K.Schum. ex Chodat & Hassl. - Cereus macrostibas K. Schum. - Cereus mirabella N.P.Taylor - Cereus mortensenii (Croizat) D.R.Hunt & N.P.Taylor - Cereus neotetragonus Backeb. - Cereus pachyrrhizus K.Schum. - Cereus phatnospermus K.Schum. - Cereus pierrebraunianus Esteves - Cereus repandus (L.) Mill. - Cereus saddianus (Rizzini & A.Mattos) P.J.Braun - Cereus spegazzinii F.A.C.Weber - Cereus stenogonus K.Schum. - Cereus tacuaralensis Cárdenas - Cereus trigonodendron K.Schum. ex Vaupel - Cereus uruguayanus R. Kiesling - Cereus vargasianus Cárdenas - Cereus yungasensis A.Fuentes & Quispe |

## Zastosowanie
- Cereusy są uprawiane jako rośliny ozdobne, podobnie jak wiele innych kaktusów.
- Roślina lecznicza. Część gatunków pałczaków jest wykorzystywana jako rośliny lecznicze. Przykładowo, niektóre części Cereus repandus są jedzone w celu zwalczenia biegunki[12].
- Roślina jadalna. Wśród niektórych plemion południowoamerykańskich, np. zamieszkujących wyspę Aruba Cereus repandus bywa wykorzystywany do przyrządzania gęstej zupy nazywanej „cadada”[12]. Cereus peruvianus został introdukowany w Izraelu jako roślina uprawna ze względu na owoce[8]. Korzenie Cereus greggi osiągają czasami wagę ponad 100 kg i są wykorzystywane przez Indian jako źródło pożywienia[13].
- Inne:Zielone części łodygi Cereus repandus wykorzystuje się także do mycia naczyń i ciała[12]. Cereus peruwiański był klonowany przez biologów[14].

## Uprawa
WymaganiaCereus wymaga dobrej wentylacji i dużego nasłonecznienia. Rano można je spryskiwać wodą, a gdy obeschną przenieść do zacienionego miejsca. Dodatkowo każdej wiosny należy je nawozić nawozem bogatym w potas. Latem najlepszą temperaturą jest 14-25 °C, natomiast zimą w okresie spoczynku nie więcej niż 20 °C.
Choroby i szkodnikiPałczaki są dosyć często atakowane przez szkodniki i choroby. Gdy zaczynają gnić u podstawy, oznacza to, że roślinę zaatakowała pleśń, wywołująca chorobę zwaną potocznie czarnym korzeniem. Roślinę atakują również wełnowce i roztocze.